# Orlen Deutschland

Logo von star

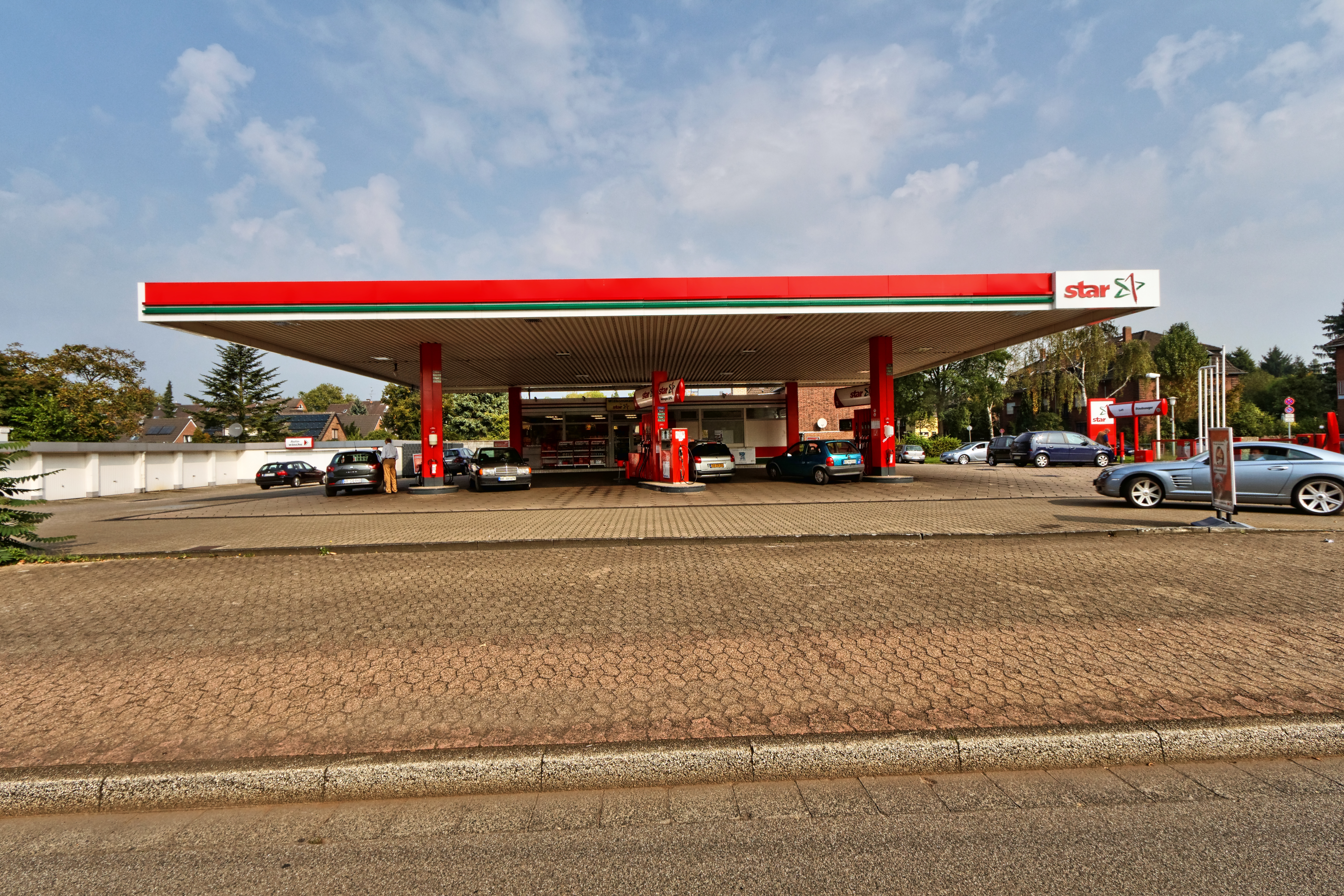
Star-Tankstelle in Krefeld

Die Orlen Deutschland GmbH (Eigenschreibweise ORLEN Deutschland) ist ein Mineralölunternehmen mit Sitz in Elmshorn. Es betreibt Tankstellen unter den Namen Star (Eigenschreibweise star) und Orlen (Eigenschreibweise ORLEN).
Das Unternehmen gehört zum polnischen Multienergiekonzern Orlen, beschäftigt rund 210 Mitarbeiter und erwirtschaftete 2022 einen Umsatz von 4,531 Milliarden Euro.
Orlen Deutschland betreibt derzeit bundesweit mehr als 600 Tankstellen, die sich vorwiegend in der Nordhälfte Deutschlands befinden und hält damit einen Marktanteil von rund 4,2 Prozent am gesamtdeutschen Kraftstoffmarkt (gemessen an der Zahl der Straßentankstellen). Seit Ende 2019 ist das Unternehmen in allen deutschen Bundesländern vertreten.

## Geschichte
Gegründet wurde Orlen Deutschland 2003 mit dem Erwerb von 494 Tankstellen des britischen Energieunternehmens BP, dem sogenannten Nordpaket. Darunter befanden sich 323 Stationen der Marken BP und Aral sowie 171 Tankstellen der Discountmarke EM. BP war im Rahmen der Übernahme von Veba Oel und Aral vom Bundeskartellamt dazu verpflichtet worden, vier Prozent des gemeinsamen BP-Aral-Marktanteils abzugeben. Der Kaufpreis betrug 140 Millionen Euro zuzüglich des Umlaufvermögens am Stichtag des Verkaufs; hierbei handelte es sich um das bis dahin größte Auslandsengagement eines polnischen Unternehmens. Geografischer Schwerpunkt der Tankstellen war Nordrhein-Westfalen.
Die erste Tankstelle unter dem Namen Orlen in Deutschland wurde am 6. Juni 2003 in Berlin in Anwesenheit des damaligen Bundesministers für Wirtschaft und Arbeit, Wolfgang Clement, sowie des damaligen polnischen Ministers für Wirtschaft, Arbeit und Sozialpolitik, Jerzy Hausner, eröffnet.
Die im Laufe des Jahres 2006 aufgekommenen Spekulationen, Orlen wolle sein anfangs defizitäres Deutschland-Geschäft wieder abstoßen, bewahrheiteten sich nicht. Stattdessen nahm das Unternehmen eine Restrukturierung vor, wobei einige defizitäre Stationen geschlossen wurden. 2009 erzielte Orlen Deutschland mit seinen nun 520 Tankstellen einen Umsatz von 2,5 Milliarden Euro sowie einen Gewinn von 22,1 Millionen Euro. Der Marktanteil in Norddeutschland stieg auf 8,4 Prozent. 2007 kaufte Orlen weitere 58 Aral-Tankstellen. Im Dezember 2010 erwarb das Unternehmen insgesamt 56 Tankstellen der österreichischen Mineralölgesellschaft OMV. Durch diesen Kauf erweiterte Orlen sein Tankstellennetz auf insgesamt 574 Standorte und stärkte seinen Marktauftritt in Sachsen und Thüringen. Durch einen weiteren Zukauf von 17 Automaten-Tankstellen in Süddeutschland im Juni 2023 setzte das Unternehmen seine Expansionsbestrebungen fort und vergrößerte das Netz auf über 600 Tankstellen. Gleichzeitig wurde die Marke Orlen Express für unbemannte Stationen eingeführt.
2017 stattete Orlen eine erste Tankstelle in Mülheim an der Ruhr mit einer Wasserstoff-Ladestation aus. 2019 hat das Unternehmen damit begonnen, Star-Tankstellen mit Triple-Charger-Schnellladesäulen für Elektrofahrzeuge auszustatten und baut sein Ladenetz unter der Marke Orlen Charge aus.

## Marken
Das Unternehmen, dessen Name sich von den polnischen Worten orzeł, deutsch Adler, und energia, deutsch Energie, ableitet, betreibt seine Tankstellen heute vorwiegend unter der Marke Star (über 500 Stationen). Die meisten weiteren Tankstellen werden unter der Marke Orlen sowie einige unter Famila (Supermarkttankstellen) betrieben (Stand Januar 2024).
Ursprünglich hatte das Unternehmen die Absicht, sein Tankstellennetz in erster Linie unter der Marke Orlen auf dem deutschen Markt zu etablieren. Aus strategischen Gründen entschloss man sich aber bereits 2006, die Marke Star, die schon 2003 als preisgünstige Tankstellenmarke eingeführt worden war, in den Mittelpunkt des Markenauftritts zu stellen. Ende 2021 änderte das Unternehmen seine Markenstrategie erneut und will künftig vermehrt Tankstellen unter der Marke Orlen betreiben.

## Besonderheiten
Seit 2017 baut Orlen seine Star-Tankstellen nach einem „Star connect“ genannten Konzept um, das eine modular anpassungsfähige Umgestaltung des gastronomischen Bereichs beinhaltet. An vielen Tankstellen-Bistros ist es möglich, polnische Spezialitäten zu erwerben. Durch den Verkauf polnischer Produkte will das Unternehmen laut eigener Aussage für die „polnische Kultur“ werben.
Seit dem Jahr 2016 ist Orlen mit der Marke Star der Hauptsponsor des Handballvereins THW Kiel. Darüber hinaus trägt die Skisprung-Schanzenanlage in Oberstdorf, Austragungsort der Vierschanzentournee, seit November 2023 den Namen Orlen Arena Oberstdorf Allgäu.